# Leslie (Missouri)
Leslie és una població dels Estats Units a l'estat de Missouri. Segons el cens del 2000 tenia 87 habitants.

## Demografia
Segons el cens del 2000, Leslie tenia 87 habitants, 35 habitatges, i 19 famílies. La densitat de població era de 209,9 habitants per km².
Dels 35 habitatges en un 31,4% hi vivien nens de menys de 18 anys, en un 34,3% hi vivien parelles casades, en un 8,6% dones solteres, i en un 42,9% no eren unitats familiars. En el 37,1% dels habitatges hi vivien persones soles el 22,9% de les quals corresponia a persones de 65 anys o més que vivien soles. El nombre mitjà de persones vivint en cada habitatge era de 2,49 i el nombre mitjà de persones que vivien en cada família era de 3,15.
Per edats la població es repartia de la següent manera: un 29,9% tenia menys de 18 anys, un 11,5% entre 18 i 24, un 27,6% entre 25 i 44, un 20,7% de 45 a 60 i un 10,3% 65 anys o més.
L'edat mediana era de 36 anys. Per cada 100 dones de 18 o més anys hi havia 103,3 homes.
La renda mediana per habitatge era de 29.250 $ i la renda mediana per família de 36.250 $. Els homes tenien una renda mediana de 25.500 $ mentre que les dones 17.917 $. La renda per capita de la població era de 13.140 $. Entorn del 15,8% de les famílies i el 12,4% de la població estaven per davall del llindar de pobresa.

## Poblacions més properes
El següent diagrama mostra les poblacions més properes.